# 第63武装警察機動師団 (人民武装警察)
武装警察第63師団（武警第63师）は、中国人民武装警察部隊の師団の1つ。

## 歴史
新四軍第2師第9旅を前身とする。
- 1946年1月 - 山東野戦軍第2縦隊第9旅に改称
- 1947年2月 - 第2縦隊と第9縦隊を統合して、華東野戦軍第2縦隊を編成。旧第2縦隊第9旅から第6師を編成。滕海清が師長兼政治委員
- 1949年2月 - 第21軍第63師に改称。師長呉華奪、政治委員謝錫玉
- 1952年3月 - 中国人民志願軍に編入され、朝鮮戦争に参加
- 1996年10月 - 武警第63師に改編

## 編制
- 第187連隊（8671部隊） - 甘粛省
- 第188連隊（8672部隊） - 甘粛省
- 第189連隊（8673部隊） - 甘粛省
- 第707連隊（8674部隊） - 甘粛省